# Акколь (Каргалинський район)
Акко́ль (каз. Ақкөл) — село у складі Каргалинського району Актюбінської області Казахстану. Входить до складу Ащилисайського сільського округу.
У радянські часи село називалось Приозерне чи Приозерний, до 2009 року називалось Приозерне.
Населення — 146 осіб (2021; 255 у 2009, 390 у 1999, 223 у 1989).